# Lipotactes sulcatus
Lipotactes sulcatus är en insektsart som beskrevs av Sigfrid Ingrisch 1995. Lipotactes sulcatus ingår i släktet Lipotactes och familjen vårtbitare. Inga underarter finns listade i Catalogue of Life.